# Slender Man

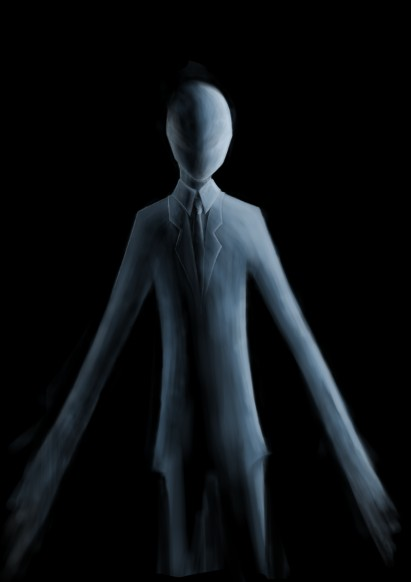
Slender man

Slender Man sau Slenderman (în română Omul subțire) este un personaj fictiv care a apărut ca un fenomen pe internet în 2009. Este descris drept un om slab, nefiresc de înalt, cu o față goală și purtând un costum negru. Acesta are și mâini lungi, iar pe spate tentacule lungi. Legendele îl descriu ca răpind sau traumatizând oameni, în special copii. Uneori i se atribuie abilitatea de a se teleporta, urmărind oameni și apărând neașteptat în spatele lor. Omul Slender este o creatură supranaturală cu caracteristici și abilități definite nebulos. Slender Man a fost menționat pentru prima dată în „Create Paranormal Images” din Something Awful Forum. În general, apare (în timpurile moderne) ca o creatură umanoidă înaltă, în costum negru sau gri, cravată roșie sau neagră și cămașă albă. Fața lui este complet albă, complet lipsită de trăsături faciale. Nu are păr și, în general, are mâinile goale cu aspect normal, deși cu degetele mai lungi și mai frumoase decât un om tipic. Slender Man a fost înfățișat în imagini și literatură în orice loc între 6 și 15 picioare înălțime, în funcție de situație, deși în videoclip are de obicei doar aproximativ 6-7 picioare înălțime. Datorită naturii sale inexacte și a diferențelor dintre conturi, nimeni nu a stabilit încă ce este, în mod exact, Slender Man. În prezent, Efectul Tulpa și Teoria cuantică .